# Fortunato Ramírez Camacho
Fortunato Ramírez Camacho (Puerto Colorado, Pinal de Amoles, Querétaro, 14 de diciembre de 1935 - Jalpan de Serra, Querétaro, 8 de marzo de 2011) fue un campesino y músico huapanguero mexicano. Tocó la jarana y el violín con varios grupos musicales hasta que formó el suyo propio llamado Fortunato y sus Cometas. Fue un impulsor del son huasteco y promotor cultural de la Sierra Gorda queretana.

## Semblanza biográfica
Siendo niño su familia emigró a El Lindero, una pequeña comunidad del municipio de Jalpan de Serra. Su padre, Paulino Ramírez Olvera, fue campesino y tocaba el violín en la década de 1950, con él aprendió a tocar la guitarra y el violín. Durante su niñez, mientras su padre trabajaba en el arado de tierras, él confeccionaba sus primeros instrumentos musicales con palos de mocoque. Al llegar a la adolescencia continuó aprendiendo las técnicas del violín con Simón Castillo y Cirilo Nieto. Durante diez años tocó la guitarra con varios grupos musicales. Participó en topadas (enfrentamiento durante toda la noche de dos poetas acompañados por sus músicos) con los poetas Mauro Villada y Antonio García. En 1958 compuso el huapango “La soledad”, el cual fue inspirado en su mujer.
En 1960, en compañía de Simón Mireles y Ángel Elías, fundó el trío huasteco Fortunato y los Cometas. Dos años más tarde, en Ahuacatlán de Guadalupe, conoció a Pedro Rosa Acuña, autor de “El querreque”, quien fue su maestro durante varios meses, con él viajó a Ciudad Valles y Xilitla para aprender los sones tradicionales. En 1964 se estableció en Río Verde, desde ahí viajó durante varios años para participar en eventos huapangueros que se llevaron a cabo en San Luis Potosí, Querétaro y Guanajuato.
De 1972 a 1975 fue invitado a presentarse en varias ocasiones al programa Siempre en domingo así como en otros programas de Telesistema Mexicano. Grabó varios cassettes, un disco que patrocinó el Desarrollo Cultural de la Huasteca y otro con Audiomex Sones huastecos picarescos (1968), el cual se vendió en México y Estados Unidos.
De 1977 a 1983 formó parte del Trío Tamazunchale con Jorge Muñoz Tavera y J. Mercedes Huerta. Además de promover el son huasteco impulsó a nuevos tríos para conservar esta tradición. Falleció en un accidente automovilístico en el kilómetro 3.5 de la carretera federal Jalpan-Río Verde, en la Sierra Gorda, el 8 de marzo de 2011.

## Premios y distinciones
- Premio Nacional de Ciencias y Artes en el área de Artes y Tradiciones Populares otorgado por la Secretaría de Educación Pública en 2005.[7]
- Homenaje póstumo en el marco del XXII Concurso Nacional de Baile de Huapango celebrado en Pinal de Amoles en marzo de 2011.[8]
- Homenaje póstumo en el marco del 16.° Festival de la Huasteca Sones y Sabores en octubre de 2011, organizado por el Consejo Nacional para la Cultura y las Artes y las instituciones de cultura de los gobiernos de Querétaro, Hidalgo, Puebla, San Luis Potosí, Tamaulipas y Veracruz de Ignacio de la Llave.[9][10]

En septiembre de 2013, en el marco del Festival Internacional Tamaulipas, la Compañía Banyan de Marionetas presentó su obra El querreque huasteco en el violín mágico, la cual es un homenaje a Fortunato Ramírez Camacho.